# 皮埃尔·沙特内
皮埃尔·沙特内（法語：Pierre Chatenet，1917年3月6日—1997年9月4日），法国政治家。1959年至1961年间，沙特内任内政部长，1962年至1967年，沙特内任歐洲原子能共同體委员会最后一任主席，后原子能共同体与欧洲经济共同体合并。